# Thila

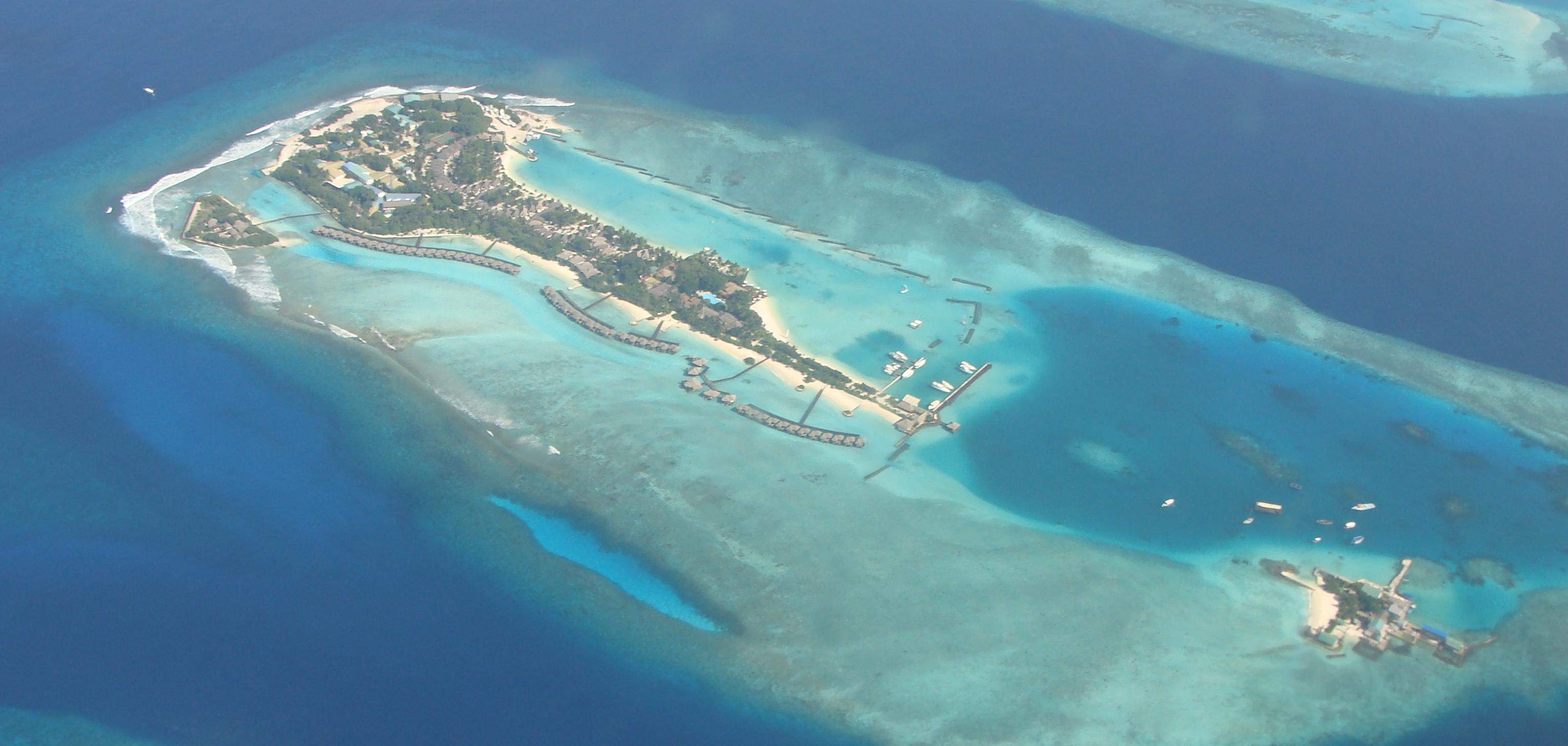
Furanafushi mit Furana Thila am linken Bildrand

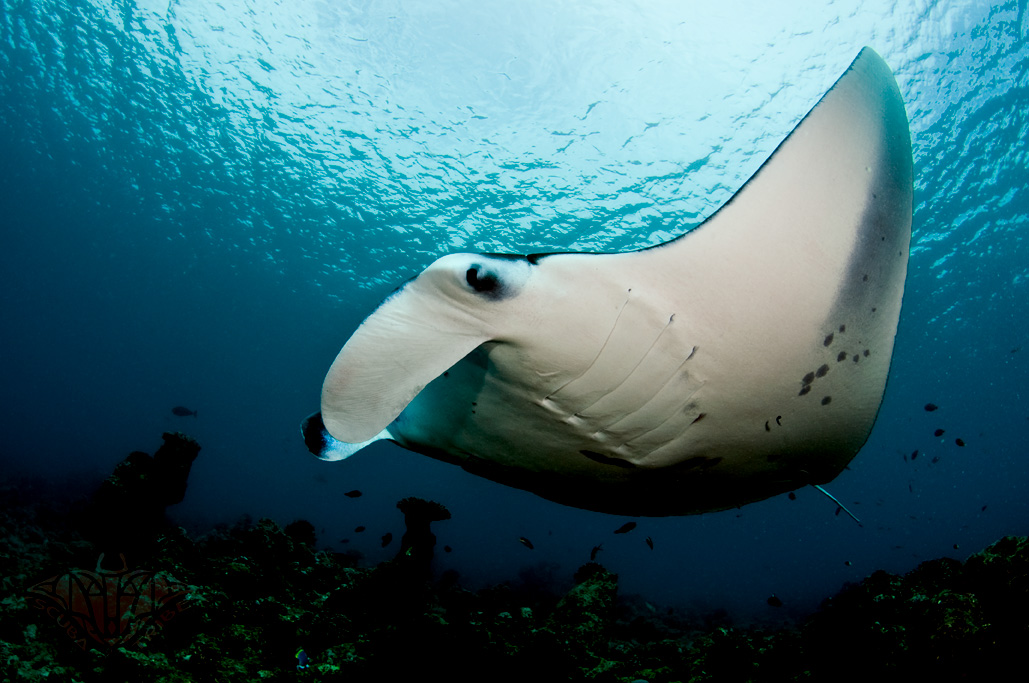
Manta-Rochen am Dharavandhoo Thila

Ein Thila ist in Dhivehi, der Sprache der Malediven, die Bezeichnung für einen kleinen, rundlichen Unterwasserberg in einem Atoll, der nicht bis an die Wasseroberfläche reicht. Meist liegt das Riffdach auf einer Tiefe von 5 bis 15 Metern und ist starken Strömungen ausgesetzt.

## Beschreibung
Thilas, die innerhalb von Kandus stehen, werden von nährstoffreichem Frischwasser angeströmt. Auf dem Riffdach des Thilas leben viele Rifffische und Korallen; bei den teilweise steilen Seiten gibt es Überhänge und Höhlen, die kleine Fische als Versteck nutzen und die dort von größeren Fischen gejagt werden.
So gibt es große Schnapper-Schwärme und Gorgonien-, Stein- und Weichkoralleen-Gärten.

## Tauchen
Ein Thila in einem Kandu wird aufgrund des mit der starken Strömung transportierten Nahrungsreichtums von vielfältigem Leben bewohnt und oft von großen pelagischen Fischen aufgesucht und ist meist ein guter Tauchplatz.
Innerhalb eines Atolls gelegene Thilas sind dagegen deutlich ruhiger mit nur geringer Strömung. Hier können bei Tauchgängen Nacktschnecken, Anglerfische, andere kleine Meereslebewesen so wie Steinkorallen gefunden werden.